# Landkreis Bergzabern
Der Landkreis Bergzabern war ein Landkreis in Rheinland-Pfalz, der am 7. Juni 1969 im Zuge der dortigen Verwaltungsreform aufgelöst wurde.

## Geographie
Der Landkreis grenzte Anfang 1969 im Uhrzeigersinn im Westen beginnend an die Landkreise Pirmasens, Kaiserslautern, Neustadt an der Weinstraße, Landau in der Pfalz und Germersheim. Im Süden grenzte er an das französische Département Bas-Rhin.

## Geschichte
1818 wurde nach den Gebietsveränderungen des Wiener Kongresses im Königreich Bayern das Landkommissariat Bergzabern gebildet, aus dem 1862 das Bezirksamt Bergzabern hervorging. 1939 wurde das Bezirksamt wie alle bayerischen Bezirksämter in Landkreis umbenannt. Nach dem Zweiten Weltkrieg wurde der Landkreis Teil der französischen Besatzungszone. Die Errichtung des Landes Rheinland-Pfalz wurde am 30. August 1946 als letztes Land in den westlichen Besatzungszonen durch die Verordnung Nr. 57 der französischen Militärregierung unter General Marie-Pierre Kœnig angeordnet. Es wurde zunächst als „rhein-pfälzisches Land“ bzw. als „Land Rheinpfalz“ bezeichnet; der Name Rheinland-Pfalz wurde erst mit der Verfassung vom 18. Mai 1947 festgelegt.
Der Landkreis umfasste im Wesentlichen das Gebiet der heutigen Verbandsgemeinden Bad Bergzabern und Annweiler am Trifels. Am 7. Juni 1969 ging er größtenteils im neu geschaffenen Landkreis Landau-Bad Bergzabern auf, der am 1. Januar 1978 in Landkreis Südliche Weinstraße umbenannt wurde. Darstein, Dimbach, Lug, Schwanheim, Spirkelbach und Wilgartswiesen wurden dem Landkreis Pirmasens (heute Landkreis Südwestpfalz) zugeteilt.

## Einwohnerentwicklung

Einwohnerentwicklung von Landkreis Bergzabern von 1864 bis 1968 nach nebenstehender Tabelle

| Jahr | Einwohner | Quelle |
| ---- | --------- | ------ |
| 1864 | 40.241    | [ 4 ]  |
| 1885 | 38.444    | [ 5 ]  |
| 1900 | 37.925    | [ 6 ]  |
| 1910 | 39.330    | [ 6 ]  |
| 1925 | 40.003    | [ 6 ]  |
| 1939 | 41.771    | [ 6 ]  |
| 1950 | 42.454    | [ 6 ]  |
| 1960 | 46.300    | [ 6 ]  |
| 1968 | 49.323    |        |

## Bezirksamtmänner und Landräte
- 1884–1885: Karl Haenlein
- 1917–1920 Johannes Oßwalt
- 1920–1930 Georg Jung
- 1931–1932 Emil Schick
- 1932/1933 vakant
- 1933–1945 Fritz Jacobus
- 1945 Robert Leuthner

…
- 1946–1948: Theodor Gutting
- 1948–1949: Friedrich Graß
- 1950–1969: Walter Hoffmann

## Gemeinden
Zum Zeitpunkt seiner Auflösung gehörten dem Landkreis Bergzabern zwei Städte und 50 weitere Gemeinden an:
| - Albersweiler - Annweiler am Trifels, Stadt - Appenhofen - Bad Bergzabern, Stadt - Barbelroth - Billigheim - Birkenhördt - Blankenborn - Böllenborn - Darstein - Dernbach - Dierbach - Dimbach | - Dörrenbach - Eußerthal - Gleiszellen-Gleishorbach - Gossersweiler - Gräfenhausen - Hergersweiler - Heuchelheim - Ingenheim - Kapellen-Drusweiler - Kapsweyer - Klingen - Klingenmünster - Lug | - Mühlhofen - Münchweiler am Klingbach - Niederhorbach - Niederotterbach - Oberhausen - Oberotterbach - Oberschlettenbach - Pleisweiler-Oberhofen - Queichhambach - Ramberg - Rechtenbach - Rinnthal - Rohrbach | - Schwanheim - Schweigen - Schweighofen - Silz - Spirkelbach - Stein - Steinfeld - Völkersweiler - Vorderweidenthal - Waldhambach - Waldrohrbach - Wernersberg - Wilgartswiesen |

Die Gemeinde Bindersbach war am 1. Oktober 1956 in die Stadt Annweiler eingemeindet worden.

## Kfz-Kennzeichen
Am 1. Juli 1956 wurde dem Landkreis bei der Einführung der bis heute gültigen Kfz-Kennzeichen das Unterscheidungszeichen BZA zugewiesen. Es wurde bis zum 6. Juni 1969 ausgegeben.